# Ciepła
Ciepła [ˈt͡ɕepwa] est un village polonais de la gmina de Orońsko, du powiat de Szydłowiec et dans la voïvodie de Mazovie dans le centre-est de la Pologne.
Il se situe à environ 4 kilomètres à l'ouest d'Orońsko, à 11 kilomètres au nord-est de Szydłowiec et à 100 kilomètres au sud de Varsovie.